# Naupoda burwelli
Naupoda burwelli är en tvåvingeart som beskrevs av Mcalpine 2007. Naupoda burwelli ingår i släktet Naupoda och familjen bredmunsflugor.
Artens utbredningsområde är Nya Kaledonien. Inga underarter finns listade i Catalogue of Life.